# (29849) 1999 FJ25
A (29849) 1999 FJ25 a Naprendszer kisbolygóövében található aszteroida. A LINEAR projekt keretében fedezték fel 1999. március 19-én.